# Young Ralph Cross

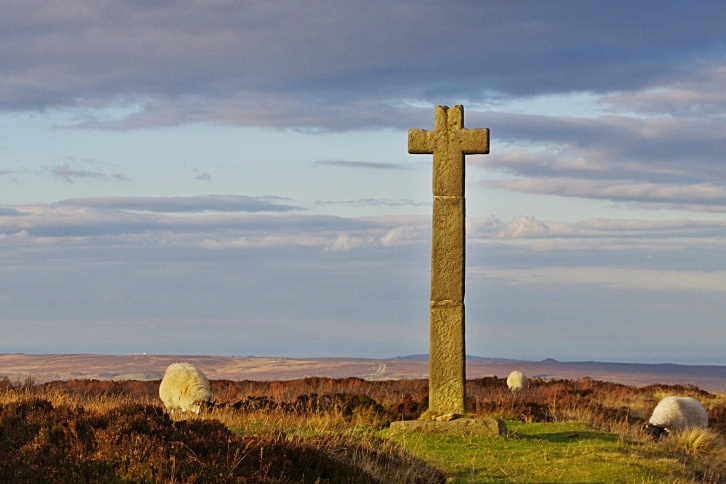
Young Ralph in der Abendsonne

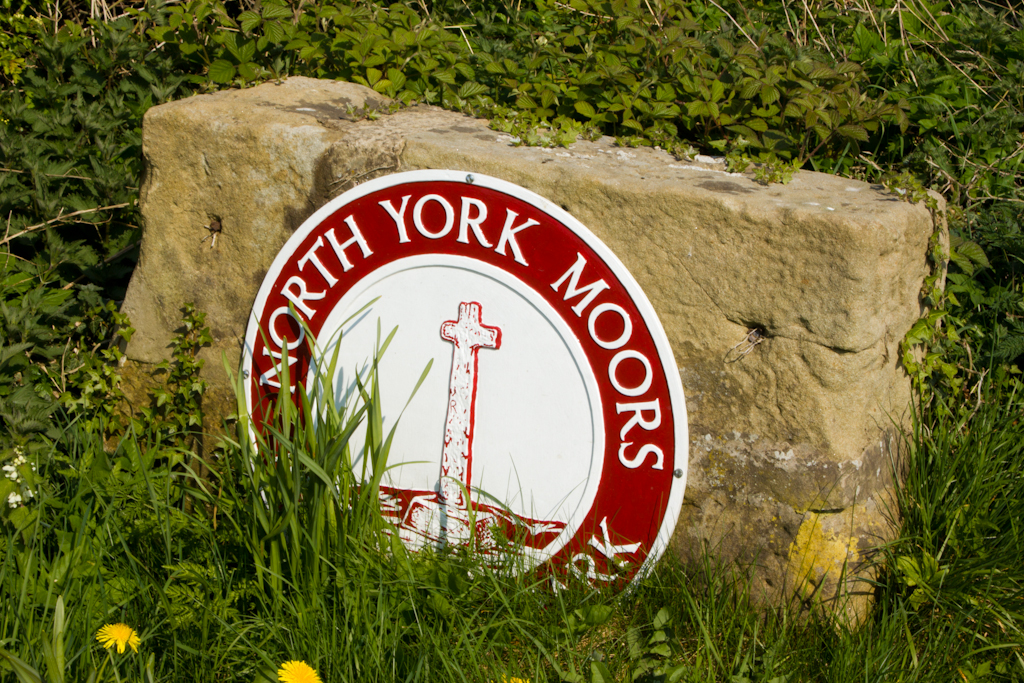
Young Ralph im Logo des Nationalparks

Young Ralph Cross (deutsch: Junges Ralph-Kreuz) oder kurz Young Ralph, manchmal auch ungenau Ralph’s Cross genannt, ist ein etwa 3 m hohes Flurkreuz in den North York Moors in Nordengland. Es steht an einer alten Straßenkreuzung, wurde vermutlich im 11. Jahrhundert n. Chr. erstmals errichtet und ist seit dem 6. Oktober 1969 in der Liste der erhaltenswürdigen Baudenkmäler Englands unter der Nummer 1148563 eingetragen. 
Young Ralph ist ein bekanntes Wegzeichen und auch im Logo des North-York-Moors-Nationalparks zu sehen. 

## Standort
Young Ralph steht auf einer Höhe von 417 m ASL fast am höchsten Punkt einer Erhebung in 429 m ASL, an der sich die oberen Enden der Täler Farndale (südwestlich), Rosedale (südöstlich), Westerdale (nordwestlich) und Danby Dale (nordöstlich) treffen. Nach Süden verläuft der Höhenzug Blakey Ridge zwischen Farndale und Rosedale, nach Norden das Castleton Rigg zwischen Westerdale und Danby Dale. 
Das Kreuz markiert den höchsten Punkt einer alten Handelsstraße in Nord-Süd-Richtung über den zentralen Teil des Berglandes, der heutigen Straße C20. Wenige Meter nördlich von Young Ralph zweigt eine Straße nach Westerdale ab, etwas südlich die C63 nach Rosedale. Etwa 2,5 km südlich des Kreuzes liegt auf Blakey Ridge der Gasthof Lion Inn, ein beliebtes Ausflugsziel.
Der Coast to Coast Walk, ein Fernwanderweg, passiert das Kreuz einige hundert Meter südlich; der Lyke Wake Walk führt direkt daran vorbei.
Etwa 250 Meter westsüdwestlich steht im Gelände das ältere und weniger auffällige Kreuz Old Ralph.

## Geschichte
Einer verbreiteten Legende nach wurde Young Ralph (und auch Old Ralph) von einem Landwirt namens Ralph zum Gedenken an einen unbekannten mittellosen Reisenden errichtet, dessen verschmachteter Leichnam hier im Hochland aufgefunden wurde. Um kommenden Reisenden ein ähnliches Schicksal zu ersparen, war die auffällige Kerbe am oberen Ende als Almosenspeicher gedacht: Vorbeikommende wohlhabende Reisende legten dort einige Münzen hinein, von denen sich Ärmere eine Mahlzeit kaufen konnten. Andere Geschichten deuten das Kreuz als geheimen Treffpunkt eines Mönchs und einer Nonne aus zweien der angrenzenden Täler, in denen bedeutende Klöster lagen. Wahrscheinlicher ist eine Deutung als Grenzmarkierung der Einflussbereiche der umliegenden Klöster, wo Treffen abgehalten wurden, um die Missionsarbeit zu koordinieren.
Das heutige Kreuz selbst stammt wahrscheinlich aus dem 18. Jahrhundert, wobei das weitaus höhere Alter des Sockels auf Vorgänger hinweist. Auf Fotografien um 1930 (sowie im Logo des Nationalparks) ist Young Ralph als einteiliges Kreuz zu sehen. Die heute sichtbare Drittelung mit zwei zementierten Fugen geht auf mehrere Zerstörungen zurück, nach denen das Kreuz zuletzt 1985 wieder aufgebaut und dabei mit einem innenliegenden Stahlprofil verstärkt wurde.